# Мендеш, Орланду
Орланду Маркиш ди Алмейда Мендеш (порт. Orlando Marques de Almeida Mendes, 4 августа 1916, Мозамбик — 11 января 1990, Мапуту) — мозамбикский поэт и писатель, ботаник.

## Биография
Изучал биологию в Коимбрском университете. Его так же интересовали ботаника и народная медицина.

## Сочинения

### Сборники стихов
- Траектория / Trajectórias — Coimbra, 1940
- Clima — Coimbra, edição do autor, 1959
- После седьмого дня / Depois do 7º Dia — Lourenço Marques, Publicações Tribuna, 1963
- И вот я пишу вам / Portanto Eu vos Escrevo — Viseu/Portugal, edição do autor, 1964
- Канун доверия / Véspera Confiada — Lourenço Marques, Livraria Académica, 1968
- Adeus de Gutucumbui — Lourenço Marques, Académica, 1974
- A Fome das Larvas — Lourenço Marques, Académica, 1975
- País Emerso I — Lourenço Marques, Empresa Moderna, 1975
- País Emerso II — Maputo, edição do autor, 1976
- Produção Com que Aprendo — Maputo, Instituto Nacional do Livro e do Disco, 1978
- As faces visitadas — Maputo, AEMO, 1985
- Lume Florindo na Forja — Maputo, INLD, 1980

## Роман
- Пошлина / Portagem — Beira, Notícias da Beira, 1966 (первый мозамбикский роман)

## Пьеса
- Um Minuto de Silêncio — Teatro, Beira, Notícias da Beira, 1970

## Другое
- Sobre literatura moçambicana — Maputo, INLD, 1982
- Papá Operário Mais Seis Histórias — Maputo, INLD, 1980, 2ª ed., 1983
- O menino que não crescia — Maputo, INLD, 1986

## На русском языке
- Орландо Мендес. Правосудие у реки (стихотворение, перевод А. Богдановского) // Африка. Литературная панорма. Выпуск 10. — М.: Художественная литература, 1989. — С. 11—12